# Il cavaliere di Sainte-Hermine
Il cavaliere di Sainte-Hermine è un romanzo scritto da Alexandre Dumas nel 1870, prima di morire, e lasciato incompiuto.

## Storia
L'opera è stata scoperta da Claude Scopp nel XXI secolo.
Il fatto che un'opera di uno scrittore così noto sia rimasta sconosciuta per più di un secolo, ha destato molto scalpore nell'opinione pubblica francese.

## Trama
Il romanzo è ambientato dopo gli eventi della Rivoluzione francese e la successiva ascesa dell'Impero napoleonico. Il protagonista è un aristocratico combattuto tra il vecchio e il nuovo mondo, e cerca vendetta per i suoi due fratelli uccisi nei due romanzi precedenti. Alexandre Dumas immagina che il suo personaggio principale uccida l'ammiraglio britannico Horatio Nelson, dopo la sua vittoria a Trafalgar contro le marine francese e spagnola (storicamente, Nelson fu ucciso da un cecchino sconosciuto). Un altro personaggio storico che compare nel racconto è Fra Diavolo.

## Edizioni
- Alexandre Dumas, Il Cavaliere di Sainte-Hermine, Sellerio Editore Palermo, 2007, ISBN 8838921660.